# 刑警兄弟
《刑警兄弟》（英語：Buddy Cops），原名《神獸巴打》（英語：Holy Beast Cops），是一部於2012年製作、2016年上映的喜劇電影。該片由邵氏影城香港有限公司、邵氏兄弟電影有限公司、銀都機構有限公司、華策影業 (天津) 有限公司以及北京源石影視文化有限公司共同投资出品。由曾志偉擔任監製，戚家基擔任導演。由黃宗澤、金剛、方皓玟、徐子珊、曾志偉、余安安、馮淬帆、金燕玲、盧海鵬、林盛斌、林家棟、陳小春等演出。

## 剧情简介
陈建飞（黄宗泽饰）和尊尼（金刚饰）是两个来自单亲家庭的年青警员，同处一个警局，常常火星撞地球互相看不顺眼。在公被上司编排成一组互相监视，在私因彼此父母突然相恋结婚，也要住在同一屋檐下，为争宠争功，一家人闹出许多令人捧腹的笑话。陈建飞在一次调查兄弟刘晶（陈小春饰）意外死亡的过程中，发现前任贝茜（方皓玟饰）的老板孔祥兴（林家栋饰），可能是幕后黑手，并且涉及一桩大案。正当调查渐渐明朗之时，陈建飞却遭人追杀，牵连家人受伤。正义的尊尼为了救这个“哥哥”，放下成见，连手对付孔祥兴。一场正义与邪恶斗争，翻天覆地，而这一斗，也让两兄弟感情越来越深。

## 演員表

### 主要演員
| 演員   | 角色      | 暱稱／關係                                                             |
| 黃宗澤 | 陳見飛    | 仆街鳥 警察 陳菲力之子 李仲尼無血緣關係之兄 角色名字同：陳見飛         |
| 金 剛  | 李仲尼    | Johnny／小學雞 警察 阿嬌之子 陳見飛無血緣關係之弟                      |
| 方皓玟 | Bessie Lo | Bessie 孔祥興之下屬 與陳見飛有感情線 黑幫龍頭盧海之女，戀愛腦 + 跟蹤狂 |
| 徐子珊 | 小公主    | 哈日小公主 警察 電腦天才，愛小動物，與李仲尼有感情線                   |

### 其他演員
| 演員                                      | 角色        | 暱稱／關係                    |
| 馮淬帆                                    | 陳菲力      | Phillip 陳見飛之父 與阿嬌閃婚 |
| 金燕玲                                    | 阿 嬌       | 嬌姐 李仲尼之母 與陳菲力閃婚  |
| 盧海鵬                                    | 盧海        | Bessie之父                    |
| 曾志偉                                    | 聞常開      | 總督察                        |
| 林盛斌                                    | 抽水sir     | 高級督察                      |
| 林家棟                                    | 孔祥興      |                               |
| 陳小春                                    | 劉 晶       |                               |
| 余安安                                    | Madam Chu   | 總督察                        |
| 湯盈盈                                    |             | Mary                          |
| 林颖彤                                    |             | 餐厅侍应                      |
| 陳 煒 陳倩揚 梁嘉琪                       |             | 女警員                        |
| 林 偉                                     |             | 重案組警長                    |
| 翁佳妮 陳國靖 鄭詠謙 裘卓能 蕭家浩 陳偉洪 |             | 重案組成員                    |
| 翟威廉 李晉強 李偉健 劉天龍               |             | 警員                          |
| 康 華                                     |             | 總理夫人                      |
| 歐陽靖                                    |             | 掃毒組成員                    |
| 鄭麗莎                                    | 金狼        |                               |
| 羅浩銘 曾海昌 譚坤倫 馬貫東               |             | 金狼手下                      |
| Joe Junior                                | 犀利哥      | 乞丐 小公主之好友             |
| 羅 莽                                     | 瀟灑哥      | 乞丐 小公主之好友             |
| 姚 兵                                     | 碌卡超      |                               |
| 江富強 黃煒溏                             |             | 碌卡超同黨                    |
| 羅鈞滿 沈震軒 許家傑                      |             | 盧海手下                      |
| 吳業坤                                    | 四眼仔      | 偷拍女遊客Candy               |
| 張秀文                                    | 女遊客Candy | 被四眼仔偷拍                  |
| 袁嘉敏                                    |             | 新聞記者                      |
| 陳國峰                                    |             | 情侶                          |
| 楊秀惠                                    |             | 情侶                          |
| 鄭健樂 溫家偉                             |             | 保安員                        |
| 李 楓                                     |             | 傳單嬸嬸                      |
| 蔡康年                                    |             | 神父                          |
| 王俊棠                                    | 大Sir       | 警司                          |
| 陳智燊                                    |             | 餐廳經理                      |
| 崔 航                                     |             | 男疑犯                        |
| 謝靜婷                                    |             | 女司儀                        |
| 朱希敏                                    |             | 女明星                        |
| 余杰華                                    |             | 肥仔                          |
| 曾玉娟                                    |             | 肥仔媽                        |
| 潘冠霖                                    |             | 肥仔姨                        |
| 王志安 彭迪安                             |             | 保安員                        |
| 何傲兒                                    |             | 情侶                          |
| 李善恆 高鈞賢                             |             | 警員                          |
| 羅天池                                    |             | 便裝警員                      |
| 戴耀明                                    |             | 死雞華                        |

## 電影歌曲

### 主題曲
- 『神獸Party』

作詞：黃厚霖　作曲：人民英雄　編曲：葉澍暉　歌曲監製：鄧智偉、莊冬昕　主唱：黃宗澤、金　剛
- 『Brothers』（中國內地版主題曲）

作詞／作曲：劉　維　編曲：鄭斌彪、徐　睿　歌曲監製：王祖藍、李華賓　主唱：王祖藍、劉　維

### 插曲
- 『戀愛天窗』

作詞：王仲傑　作曲：Eda Wong　編曲：葉肇中　歌曲監製：鄧智偉、莊冬昕　主唱：徐子珊

## 外部連結
- 刑警兄弟的Facebook專頁
- 香港影庫上《刑警兄弟》的資料（繁體中文）